# Jan Krol (politicus)
Johannes Josephus Franciscus (Jan) Krol (Baardwijk, 27 februari 1908 - Heemstede, 15 februari 1994) was een Nederlands politicus van de KVP.
In 1937 werd hij gemeentesecretaris in Nederhorst den Berg. Krol was secretaris-ontvanger van die Noord-Hollandse gemeente toen hij in september 1953 benoemd werd tot burgemeester van de Noord-Brabantse gemeente Mierlo. In 1966, gehuldigd als ereburger,  volgde zijn benoeming tot burgemeester van Gilze en Rijen wat hij tot zijn pensionering in 1973 zou blijven. Tevens is hij als geschiedschrijver actief geweest. Naar hem zijn straten vernoemd in Helmond (Mierlo-Hout) en Gilze en Rijen: Burgemeester Krollaan. 
- Ridder in de Orde van Oranje-Nassau
- Ridder in de Orde van Gregorius de Grote
- Drager van het Verzetsherdenkingskruis.